# کاج کوک
کاج کوک(نام علمی: Araucaria columnaris) نام یک گونه از سرده آراوکاریا است.